# أولمبيك فالي (كاليفورنيا)
أوليمبيك فالي (المعروفة تاريخيًا بأسم وادي سكواو) هي مجتمع غير مدمج يقع في مقاطعة بلاسر، كاليفورنيا شمال غرب مدينة تاهو على طول الطريق السريع 89 لولاية كاليفورنيا على ضفاف نهر تروكي بالقرب من بحيرة تاهو. وهي موطن منتجع Palisades Tahoe (الذي كان يُعرف سابقًا باسم منتجع وادي سكوا للتزلج)، وهو موقع دورة الألعاب الأولمبية الشتوية لعام 1960. أوليمبيك فالي هو أصغر منطقة منتجعية تستضيف الألعاب الأولمبية الشتوية.

## اسم
عندما واجه المسافرون المتجهون غربًا الوادي لأول مرة، أطلقوا عليه اسم "وادي سكواو" لأنهم رأوا نساء وأطفال واشو فقط، حيث كان معظم الرجال يذهبون للصيد. أصبح اسم "وادي سكو" مرتبطًا بتاريخ المنطقة كوجهة للتزلج. ومع ذلك، دعت قبيلة واشو المحلية إلى إزالة مصطلح " سكوا "، وهو مصطلح كان يستخدم في السابق للإشارة إلى النساء الأصليات ويعتبر اليوم بمثابة إهانة عرقية.
منذ دورة الألعاب الأولمبية الشتوية عام 1960، أصبح المجتمع يُعرف أيضًا باسم وادي أوليمبيك، استنادًا إلى مكتب بريد يحمل هذا الاسم.  في 28 أغسطس 1958، بناءً على طلب النائب بي إف سيسك، قررت هيئة الأسماء الجغرافية بالولايات المتحدة أن "وادي سكو" سيشير فقط إلى مجتمع أقدم في مقاطعة فريسنو (المعروفة الآن باسم وادي يوكوتس ). ومع ذلك، في الاستخدام غير الرسمي، استمر مصطلح "وادي سكوا" في الإشارة إلى أي من المجتمعين، مما تسبب في حدوث ارتباك كبير. اعتبارًا من عام 2022، أوصت هيئة البريد الأمريكية بـ "أوليمبيك فالي" كاسم مدينة للرمز البريدي 96146، ويشير هذا الاسم الآن إلى الوادي المحيط أيضًا.

## تاريخ
سكن شعب واشو المنطقة المحيطة ببحيرة تاهو لآلاف السنين واستخدموا وادي أوليمبيك الحالي كأرض قبلية صيفية. عبر الأوروبيون الأوائل الوادي أثناء حمى الذهب في كاليفورنيا عام 1849. إنشأ مزرعة للتبن في عام 1862.
كانت مدينة كلارافيل، التي كانت تقع في السابق عند مصب الوادي، من بين أكبر عمليات التعدين في منطقة بحيرة تاهو. في يونيو 1863، أبلغ جون كايزر وشانون نوكس عن وجود بروزات من الذهب عند مصب نهر سكواو (الذي أصبح الآن نهر واشيشو)، مما جذب تدفقًا من المنقبين. كانت هناك شائعات تفيد بأن المنجم كان مملحًا بالخام المستورد من مدينة فيرجينيا بولاية نيفادا. جورج وارتون جيمس، مؤلف كتاب بحيرة السماء، يشك في أن المناجم كانت مملحة بالخام ويقترح أن المنقب النشط شانون نوكس بدأ المنجم بحسن نية. ويكتب عن تاريخ منطقة تاهو (قبل عام 1915) في العديد من فصول كتابه. كان طفرة التعدين في الوادي قصيرة الأجل، وبحلول عامي 1863 و1864 كان الوادي قد فقد كل سكانه تقريبًا لصالح خام كومستوك في مدينة فيرجينيا.
بحلول عام 1942، كان واين بولسن، وهو متزلج نجم سابق من جامعة نيفادا، قد استحوذ على 2,000 أكر (810 ها) في الوادي من سكة حديد جنوب المحيط الهادئ. التقى بولسن بأليكس كوشينج، المحامي الذي تلقى تعليمه في جامعة هارفارد، في عام 1946 أثناء قضاء كوشينج إجازته في منتجع شوغر بول للتزلج. أثناء إجازته، قام كوشينج بجولة في الوادي بدعوة من بولسن وقرر الاستثمار في بناء منتجع للتزلج هناك. على عكس بولسن، كان لدى كوشينج العلاقات السياسية والقدرة على الوصول إلى رأس المال اللازم لإنشاء منتجع للتزلج. في يونيو 1948، أسس الاثنان شركة تطوير وادي سكواو وحل كوشينج محل بولسن كرئيس لشركة تطوير وادي سكواو بحلول أكتوبر 1949. افتتح منتجع وادي سكوا للتزلج في عيد الشكر عام 1949. بنى المنتجع بتمويل قدره 400 ألف دولار جمعه كوشينج، بما في ذلك 150 ألف دولار من ماله الخاص. يمثل إنشاء شركة تطوير وادي سكوا ومنتجع سكوا فالي للتزلج العصر الحديث للوادي.
في عام 1954، بدأ كوشينج في الضغط على اللجنة الأولمبية الدولية لاستضافة الألعاب الأولمبية الشتوية لعام 1960 بعد أن رأى مقالاً في صحيفة سان فرانسيسكو كرونيكل يوضح عرضًا تقدمت به مدينة رينو في ولاية نيفادا لاستضافة الألعاب. كانت مدينة إنسبروك النمساوية المنافس الرئيسي لوادي سكواو في السباق على استضافة الألعاب الأولمبية الشتوية لعام 1960، وفاز الوادي بحق استضافة الألعاب بأغلبية 32 صوتًا مقابل 30 صوتًا في الجولة الثانية من التصويت. مع بدء مجتمع مقاطعة بلاسر في تلقي الاهتمام الدولي، طعن السكان والمسؤولون من وادي سكوا في مقاطعة فريسنو في استخدام نفس الاسم أمام مجلس الولايات المتحدة للأسماء الجغرافية.
أدت الألعاب إلى تحسينات كبيرة في البنية التحتية للمنطقة. افتتح مكتب عمدة مقاطعة بلاسر ومجموعة طبية مرافق محلية. في سبتمبر 1958، بدأت إدارة البريد في الولايات المتحدة خدمة البريد إلى الوادي عبر مكتب بريد مدينة تاهو. وضع ختم بريدي على البريد باسم "Squaw Village" لتجنب الخلط مع مجتمع مقاطعة فريسنو، حيث كانت الإدارة تدرس إعادة فتح مكتب بريد. في الأول من ديسمبر عام 1959، افتتح فرع في القرية الأولمبية لخدمة اللجنة المنظمة الأولمبية واللجنة الأولمبية في كاليفورنيا. بناءً على طلب الممثل بي إف سيسك من مقاطعة فريسنو، تم تسميتها بوادي أوليمبيك. كان أول مكتب بريد يتم بناؤه خصيصًا للألعاب الأولمبية. كان موظفو البريد يتحدثون خمس لغات وكان لديهم إمكانية الوصول إلى مركز المترجمين الفوريين للحدث.  قامت الولاية بتوسيع الطريق السريع 89 في ولاية كاليفورنيا إلى مدينة تروكي وسرعة بناء الطريق السريع 80 لربط مدينة تروكي بساكرامنتو. عبر حدود ولاية نيفادا، تم الانتهاء من بناء أول مبنى محطة في ملعب هوبارد في رينو في الوقت المناسب للألعاب.
كانت دورة الألعاب الأولمبية الشتوية لعام 1960 هي أول دورة ألعاب أولمبية شتوية يتم بثها مباشرة على الهواء، وقد جذبت ملايين المشاهدين. ومع ذلك، بعد الألعاب، دخلت المنطقة في فترة من الانحدار استمرت حتى ثمانينيات القرن العشرين.
في عام 2010، استحوذت شركة شركاء كيه إس إل كابيتال على منتجع وادي سكوا للتزلج، واصفة ما أسمته "النهضة" لمنتجع أوليمبيك فالي. أعلنت شركة KSL من خلال عملية الاستحواذ عن تحسينات بقيمة 50 مليون دولار في منطقة أوليمبيك فالي. زاد المبلغ الإجمالي إلى 70 مليون دولار عندما اندمجت شركتا وادي سكوا والمروج الألبية في أكتوبر 2011. تشمل الاستثمارات ترقية مصاعد الكراسي ومعدات صنع الثلج والعناية به. 
في عام 2016، قدمت شركة وادي سكوا ممتلكات التزلج طلبًا نهائيًا للحصول على حقوقها في خطتها المقترحة الخاصة بقرية وادي سكوا، وهي خطة بقيمة مليار دولار دفعت المدعي العام في كاليفورنيا إلى كتابة خطاب قلق إلى مقاطعة بلاسر. ستتضمن الخطة 850 وحدة فندقية وشقق سكنية ومعسكر "مغامرات جبلية" بارتفاع 96 قدمًا يضم حديقة مائية داخلية تعمل على مدار العام. وفقًا للمراجعة البيئية للمشروع، من المتوقع أن يضيف التطوير الجديد 3300 رحلة جديدة بالسيارة إلى الطرق المحلية في أيام الذروة، وسيكون للمشروع 20 تأثيرًا "كبيرًا ولكن لا مفر منه".
بدأت منظمة ساعة سييرا، وهي منظمة للدفاع عن البيئة مقرها كاليفورنيا، حملة شعبية "للحفاظ على سكو ترو"، وعقدت فعاليات عامة ونشرت عريضة عبر الإنترنت معارضة لخطة التوسع المقترحة من قبل شركاء كيه إس إل كابيتال.
في نوفمبر 2016، وافق مجلس مشرفي مقاطعة بلاسر على اقتراح التطوير المثير للجدل الذي قدمته KSL على الرغم من معارضة منظمات الحفاظ المحلية، بما في ذلك ساعة سييرا. رفعت منظمة ساعة سييرا دعوى قضائية لإلغاء تلك الموافقات بسبب انتهاكها لقانون جودة البيئة في كاليفورنيا (CEQA) في ديسمبر 2016.
في عام 2017، أضاف أصحاب المنتجعات أفعوانية إلى مقترحاتهم التنموية.
في عام 2022، قامت هيئة الأسماء الجغرافية بالولايات المتحدة بإعادة تسمية الوادي المحيط رسميًا إلى وادي أوليمبيك، وهو ما يطابق اسم المجتمع، كجزء من برنامج لإزالة كلمة " سكوا " من أسماء المعالم الجغرافية في جميع أنحاء البلاد.

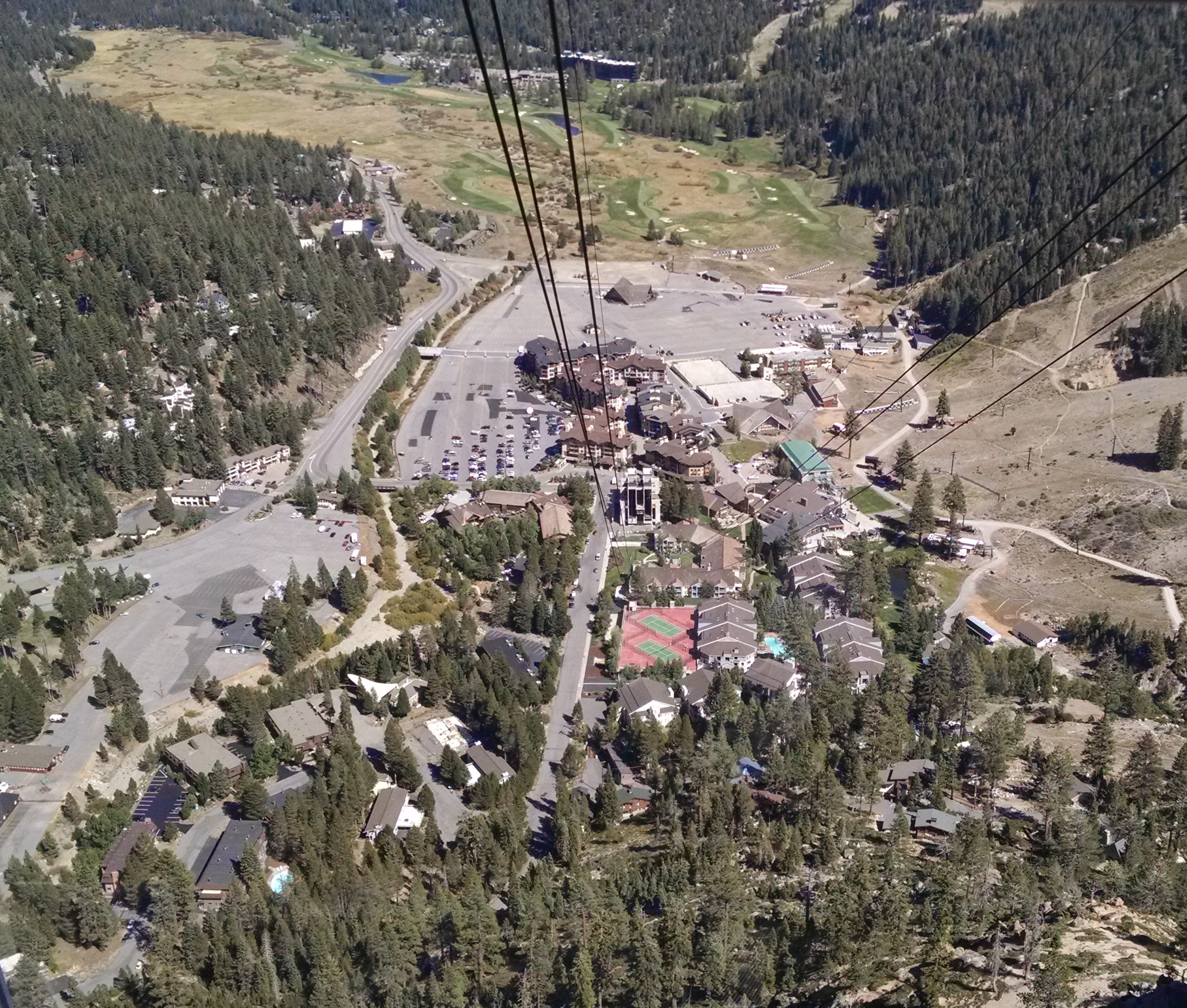
منظر من الأعلى

## الجغرافيا
يقع وادي أوليمبيك في شرق مقاطعة بلاسر، كاليفورنيا، في الوادي الذي يحمل نفس الاسم. 3.7-ميل-long (6.0 كـم) 0.6-ميل-wide (0.97 كـم) يتم تشكيل الوادي بواسطة جدول واشيشو حيث يتدفق إلى نهر تروكي. يقع المجتمع على طول الطريق السريع 89 في ولاية كاليفورنيا في منتصف الطريق بين تروكي ومدينة تاهو. يضعها مكتب الإحصاء الأمريكي ضمن قسم إحصاء مقاطعة كولفاكس -مونومنتال ريدج.

## مناخ
تشهد منطقة وادي أوليمبيك مناخًا شبه جبلي جاف صيفيًا وفقًا لتصنيف مناخ كوبن. يكون فصل الصيف بشكل عام معتدلاً إلى دافئ، مع ليالي باردة، ويكون فصل الشتاء باردًا ومثلجًا.
| البيانات المناخية لـوادي سكوا، كاليفورنيا، 1991-2020، المعدلات الطبيعية، المعدلات القصوى 1990-الحاضر | البيانات المناخية لـوادي سكوا، كاليفورنيا، 1991-2020، المعدلات الطبيعية، المعدلات القصوى 1990-الحاضر | البيانات المناخية لـوادي سكوا، كاليفورنيا، 1991-2020، المعدلات الطبيعية، المعدلات القصوى 1990-الحاضر | البيانات المناخية لـوادي سكوا، كاليفورنيا، 1991-2020، المعدلات الطبيعية، المعدلات القصوى 1990-الحاضر | البيانات المناخية لـوادي سكوا، كاليفورنيا، 1991-2020، المعدلات الطبيعية، المعدلات القصوى 1990-الحاضر | البيانات المناخية لـوادي سكوا، كاليفورنيا، 1991-2020، المعدلات الطبيعية، المعدلات القصوى 1990-الحاضر | البيانات المناخية لـوادي سكوا، كاليفورنيا، 1991-2020، المعدلات الطبيعية، المعدلات القصوى 1990-الحاضر | البيانات المناخية لـوادي سكوا، كاليفورنيا، 1991-2020، المعدلات الطبيعية، المعدلات القصوى 1990-الحاضر | البيانات المناخية لـوادي سكوا، كاليفورنيا، 1991-2020، المعدلات الطبيعية، المعدلات القصوى 1990-الحاضر | البيانات المناخية لـوادي سكوا، كاليفورنيا، 1991-2020، المعدلات الطبيعية، المعدلات القصوى 1990-الحاضر | البيانات المناخية لـوادي سكوا، كاليفورنيا، 1991-2020، المعدلات الطبيعية، المعدلات القصوى 1990-الحاضر | البيانات المناخية لـوادي سكوا، كاليفورنيا، 1991-2020، المعدلات الطبيعية، المعدلات القصوى 1990-الحاضر | البيانات المناخية لـوادي سكوا، كاليفورنيا، 1991-2020، المعدلات الطبيعية، المعدلات القصوى 1990-الحاضر | البيانات المناخية لـوادي سكوا، كاليفورنيا، 1991-2020، المعدلات الطبيعية، المعدلات القصوى 1990-الحاضر |
| الشهر                                                                                                | يناير                                                                                                | فبراير                                                                                               | مارس                                                                                                 | أبريل                                                                                                | مايو                                                                                                 | يونيو                                                                                                | يوليو                                                                                                | أغسطس                                                                                                | سبتمبر                                                                                               | أكتوبر                                                                                               | نوفمبر                                                                                               | ديسمبر                                                                                               | المعدل السنوي                                                                                        |
| --- | --- | --- | --- | --- | --- | --- | --- | --- | --- | --- | --- | --- | --- |
| الدرجة القصوى °ف (°م)                                                                                | 62 (17)                                                                                              | 65 (18)                                                                                              | 67 (19)                                                                                              | 68 (20)                                                                                              | 71 (22)                                                                                              | 79 (26)                                                                                              | 84 (29)                                                                                              | 83 (28)                                                                                              | 81 (27)                                                                                              | 78 (26)                                                                                              | 66 (19)                                                                                              | 61 (16)                                                                                              | 84 (29)                                                                                              |
| الحد الأقصى المتوسط °ف (°م)                                                                          | 52 (11)                                                                                              | 53 (12)                                                                                              | 56 (13)                                                                                              | 60 (16)                                                                                              | 64 (18)                                                                                              | 72 (22)                                                                                              | 76 (24)                                                                                              | 75 (24)                                                                                              | 71 (22)                                                                                              | 63 (17)                                                                                              | 60 (16)                                                                                              | 51 (11)                                                                                              | 77 (25)                                                                                              |
| متوسط درجة الحرارة الكبرى °ف (°م)                                                                    | 38.0 (3.3)                                                                                           | 37.5 (3.1)                                                                                           | 40.4 (4.7)                                                                                           | 43.8 (6.6)                                                                                           | 50.8 (10.4)                                                                                          | 59.2 (15.1)                                                                                          | 67.6 (19.8)                                                                                          | 67.0 (19.4)                                                                                          | 62.0 (16.7)                                                                                          | 52.3 (11.3)                                                                                          | 42.7 (5.9)                                                                                           | 37.0 (2.8)                                                                                           | 49.9 (9.9)                                                                                           |
| المتوسط اليومي °ف (°م)                                                                               | 26.8 (−2.9)                                                                                          | 27.2 (−2.7)                                                                                          | 30.6 (−0.8)                                                                                          | 34.0 (1.1)                                                                                           | 41.4 (5.2)                                                                                           | 49.3 (9.6)                                                                                           | 56.0 (13.3)                                                                                          | 55.4 (13.0)                                                                                          | 49.6 (9.8)                                                                                           | 40.6 (4.8)                                                                                           | 33.1 (0.6)                                                                                           | 26.6 (−3.0)                                                                                          | 39.2 (4.0)                                                                                           |
| متوسط درجة الحرارة الصغرى °ف (°م)                                                                    | 15.6 (−9.1)                                                                                          | 16.9 (−8.4)                                                                                          | 20.7 (−6.3)                                                                                          | 24.2 (−4.3)                                                                                          | 31.9 (−0.1)                                                                                          | 39.1 (3.9)                                                                                           | 44.3 (6.8)                                                                                           | 43.8 (6.6)                                                                                           | 37.2 (2.9)                                                                                           | 28.8 (−1.8)                                                                                          | 23.5 (−4.7)                                                                                          | 16.2 (−8.8)                                                                                          | 28.5 (−1.9)                                                                                          |
| الحد الأدنى المتوسط °ف (°م)                                                                          | −6 (−21)                                                                                             | −3 (−19)                                                                                             | 3 (−16)                                                                                              | 11 (−12)                                                                                             | 19 (−7)                                                                                              | 27 (−3)                                                                                              | 32 (0)                                                                                               | 31 (−1)                                                                                              | 26 (−3)                                                                                              | 16 (−9)                                                                                              | 6 (−14)                                                                                              | −4 (−20)                                                                                             | −12 (−24)                                                                                            |
| أدنى درجة حرارة °ف (°م)                                                                              | −25 (−32)                                                                                            | −20 (−29)                                                                                            | −8 (−22)                                                                                             | 6 (−14)                                                                                              | 19 (−7)                                                                                              | 25 (−4)                                                                                              | 30 (−1)                                                                                              | 24 (−4)                                                                                              | 19 (−7)                                                                                              | 5 (−15)                                                                                              | −1 (−18)                                                                                             | −12 (−24)                                                                                            | −25 (−32)                                                                                            |
| الهطول إنش (مم)                                                                                      | 10.58 (269)                                                                                          | 9.31 (236)                                                                                           | 8.80 (224)                                                                                           | 5.04 (128)                                                                                           | 3.51 (89)                                                                                            | 1.26 (32)                                                                                            | 0.33 (8.4)                                                                                           | 0.40 (10)                                                                                            | 0.86 (22)                                                                                            | 4.07 (103)                                                                                           | 6.81 (173)                                                                                           | 11.53 (293)                                                                                          | 62.5 (1٬587٫4)                                                                                       |
| متوسط تساقط الثلوج إنش (سم)                                                                          | 86 (220)                                                                                             | 84 (210)                                                                                             | 83 (210)                                                                                             | 31 (79)                                                                                              | 6 (15)                                                                                               | 0.4 (1.0)                                                                                            | 0 (0)                                                                                                | 0 (0)                                                                                                | 0 (0)                                                                                                | 6 (15)                                                                                               | 30 (76)                                                                                              | 84 (210)                                                                                             | 410.4 (1٬036)                                                                                        |
| متوسط أيام هطول الأمطار (≥ 0.01 in)                                                                  | 12.8                                                                                                 | 12.8                                                                                                 | 13.6                                                                                                 | 11.6                                                                                                 | 9.8                                                                                                  | 3.8                                                                                                  | 1.3                                                                                                  | 1.9                                                                                                  | 3.2                                                                                                  | 6.5                                                                                                  | 10.6                                                                                                 | 13.8                                                                                                 | 101.7                                                                                                |
| المصدر #1: XMACIS2 (snow depth 2006–2020)                                                            | | | | | | | | | | | | | |
| المصدر #2: WRCC                                                                                      | | | | | | | | | | | | | |

## التركيبة السكانية
اعتبارًا من عام 2021، يبلغ عدد سكان أوليمبيك فالي حوالي 924 نسمة على مدار العام، ولكن يمكن أن يصل الحد الأقصى لعدد السكان المقيمين طوال الليل إلى حوالي 6573 نسمة، بما في ذلك الزوار. يوجد حوالي 663 وحدة سكنية و1180 شقة سكنية.

## حكومة
باعتبارها مجتمعًا غير مدمج، تفتقر منطقة وادي سكوا إلى حكومة محلية. بدلاً من ذلك، تقوم وكالات مقاطعة بلاسر والمناطق الخاصة بخدمة المنطقة. توفر منطقة الخدمة العامة في أوليمبيك فالي المياه والصرف الصحي والنفايات الصلبة والحماية من الحرائق والخدمات الطبية الطارئة لمساحة 5,350 أكر (2,170 ها) داخل الوادي وعلى طول طريق ولاية كاليفورنيا 89.
إلى جانب جزء كبير من مقاطعة بلاسر الشرقية، تقع أوليمبيك فالي في المنطقة الإشرافية رقم 5. المجلس الاستشاري البلدي لوادي أوليمبيك هو هيئة معينة من السكان المحليين الذين يقدمون المشورة لمجلس المشرفين في مقاطعة بلاسر بشأن استخدام الأراضي والنقل وغيرها من الأمور. تقدم لجنة مراجعة تصميم وادي أوليمبيك توصياتها إلى قسم خدمات التخطيط في مقاطعة بلاسر بشأن مقترحات التطوير.

### جهود التأسيس
في أغسطس 2013، قدمت مجموعة تسمى دمج وادي أوليمبيك (IOV) التماسًا إلى لجنة تشكيل الوكالة المحلية لمقاطعة بلاسر (LAFCO) من أجل بدء عملية محاولة دمج سكوا/أوليمبيك فالي في مدينة تسمى وادي أوليمبيك. كان أنصار الدمج يريدون في الأصل تضمين ألباين ميدوز، كاليفورنيا في جهودهم، لكن مواطني ألباين ميدوز رفضوا الاقتراح.
في ديسمبر 2013 ، قدمت IOV طلبًا رسميًا إلى LAFCO الذي حدد حدود البلدة التي يقدمونها. قدم منتجع سكيو سكوا فالي طلبًا إلى لافكو في مقاطعة بلاسر يطلب استبعاده من البلدة المقترحة في أبريل 2014. قدم منتجع سكوا كريك و سكوا فالي لودج ، اثنين من الشركات الرئيسية الإضافية في منطقة الوادي الأولمبي ، رسالة إلى لافكو في يونيو 2014 محثا اللجنة على رفض طلب تشكيل IOV وإقصائها من البلدة المقترحة. أسأل مجموعة من السكان وأصحاب العقارات وأصحاب الأعمال المدعومة من منتجع سكيو سكوا فالي عن مشاكلهم وأعربت عن قلقها بشأن جهود التأسيس.
في نوفمبر 2015، أعلنت لجنة تشكيل الوكالة المحلية لمقاطعة بلاسر أن أعضاءها سيصوتون ضد دمج أوليمبيك فالي. سحبت منظمة أوليمبيك فالي رسميًا التماسها لدمج أوليمبيك فالي في أوائل ديسمبر.
تم التحقيق مع شركة دمج وادي أوليمبيك (IOV) من قبل لجنة الممارسات السياسية العادلة في كاليفورنيا بسبب مزاعم انتهاكها لعدة أقسام من قانون الإصلاح السياسي في كاليفورنيا.  تتعلق الاتهامات بفشل منظمة الناخبين المستقلين في تقديم بيان تنظيمي أو بيانات حملة شهرية لمدة خمسة أشهر على الأقل إلى اللجنة.  بالإضافة إلى ذلك، زُعم أن IOV لم تتضمن إخلاءات المسؤولية المطلوبة في إعلانات الحملة.

## الرياضة
كانت ثقافة التزلج والسباق مهمة في وادي الأولمبي منذ قبل أن تستضيف الألعاب الأولمبية الشتوية لعام 1960. بالإضافة إلى استضافة الألعاب الأولمبية الشتوية ، تلعب وادي الأولمبية استضافة سباقات التزلج في القوارب الألبية في كأس العالم FIS عام 1969. كما استضافت بطولة الولايات المتحدة في الأعوام 2002، 2013 و 2014 ، و بطولة الولاية المتحدة في مجال التحرر في عام 2009 . تستضيف المنطقة أيضًا أحداث رياضية غير للتزلج ، بما في ذلك سباق الدفاع عن الصمود في الولايات الغربية ، الذي يبدأ في قاعدة منطقة التزلج "باليزاد تاهو". بدأت ونتهي سباقات ثلاثي الرجل الحديدي في بحيرة تاهو عامي 2013 و 2014 في وادي أولمبي.

## الفنون والثقافة
استضافت منطقة أوليمبيك فالي مهرجان شغف الترحال، وهو مهرجان للموسيقى واليوغا، سنويًا منذ عام 2009. تشمل العروض الموسيقية الأخرى التي تقام في وادي أوليمبيك حفلات موسيقية لفرق جيري جارسيا، وجوراسيك 5، وماتيسياهو، ويوندر ماونتن سترينغ باند، وويلرز، وبريت دينين، وبيج هيد تود آند ذا مونسترز.
تعد منطقة أوليمبيك فالي موطنًا لمؤتمر مجتمع الكتاب. يستضيف متجر Alpenglow Sports، وهو متجر محلي للسلع الرياضية، سلسلة أفلام توهج جبال الألب الشتوية، حيث يشارك الرياضيون والمستكشفون من جميع أنحاء العالم قصصًا عن تجاربهم ومغامراتهم.

## تعليم
يتم خدمة وادي الألعاب الأولمبية من قبل منطقة تاهو تروكي المدارس الموحدة. تقع مدرسة ليك تاهو التحضيرية ، وهي مدرسة داخلية خاصة ، تستعد للجامعة ، في وادي أولمبي.

## شخصيات بارزة
تنافس رياضي من وادي أوليمبيك في كل دورة ألعاب أوليمبية شتوية منذ عام 1964، عندما تنافس جيمي هيوجا في دورة الألعاب الأولمبية الشتوية التاسعة. وبسبب هذا، حصلت شركة أوليمبيك فالي على لقب "المورد الرسمي للمتزلجين لفريق التزلج الأمريكي". بدأ العديد من أعضاء فريق التزلج الأمريكي التزلج كجزء من فريق سباق العث القوي التابع لشركة أوليمبيك فالي للأطفال من سن خمس إلى عشر سنوات.
ومن بين الرياضيين الشتويين البارزين من وادي أوليمبيك:
- شانون باهركي – متزلجة أوليمبية
- ترافيس جانونج - متزلج أولمبي
- جيمي هيوجا - المتزلج الحائز على الميدالية البرونزية الأولمبية
- نيت هولاند – لاعب التزلج على الجليد الحائز على الميدالية الذهبية في ألعاب إكس
- بيل هدسون – متزلج أوليمبي
- سي آر جونسون – متزلج محترف ومتزلج حر
- جريج جونز – متزلج أوليمبي
- جيريمي جونز – متزلج على الجليد
- كريستين كرون - متزلجة أوليمبية
- جوليا مانكوسو - متزلجة حائزة على الميداليات الذهبية والفضية والبرونزية في الألعاب الأولمبية
- تمارا ماكينلي - المتزلجة الحائزة على الميدالية الذهبية في كأس العالم
- جوني موزلي - المتزلج الحائز على الميدالية الذهبية الأولمبية
- شين ماكونكي – متزلج محترف
- بوب أورمسبي – متزلج أولمبي
- ميشيل باركر – متزلجة
- دارون رالفيس – متزلج أوليمبي
- سكوت شميت – متزلج محترف
- ماركو سوليفان – متزلج أوليمبي
- إيفا تواردوكينز - متزلجة أولمبية

رياضيون بارزون آخرون:
- إميلي هارينجتون - متسلقة صخور وجبال محترفة

## روابط خارجية
- منطقة الخدمة العامة في وادي أوليمبيك
- المجلس الاستشاري البلدي لوادي أوليمبيك
- لجنة مراجعة تصميم وادي أوليمبيك
- جمعية منتجعات بحيرة تاهو الشمالية

39°11′47″N 120°14′01″W / 39.19631°N 120.23356°W